# El Valle y La Vega Cintora
Die Comarca El Valle y La Vega Cintora ist eine der zwölf Comarcas in der Provinz Soria der autonomen Gemeinschaft Kastilien und León.
Sie umfasst 6 Gemeinden auf einer Fläche von 246,76 km² mit dem Hauptort El Royo.

## Gemeinden
| Gemeinde                           | Einwohner (2024) | Fläche km² | Dichte Einw./km² | Cod INE | Postleitzahl |
| ---------------------------------- | ---------------- | ---------- | ---------------- | ------- | ------------ |
| Rebollar                           | 36               | 10,38      | 3                | 42151   | 42165        |
| Rollamienta                        | 44               | 18,62      | 2                | 42159   | 42165        |
| El Royo                            | 251              | 126,06     | 2                | 42160   | 42153        |
| Sotillo del Rincón                 | 175              | 60,54      | 3                | 42174   | 42165        |
| Valdeavellano de Tera              | 218              | 19,46      | 11               | 42191   | 42165        |
| Villar del Ala                     | 50               | 11,70      | 4                | 42207   | 42165        |
| Comarca El Valle y La Vega Cintora | 774              | 246,76     | 3                | –       | –            |